# Wolffův vývod

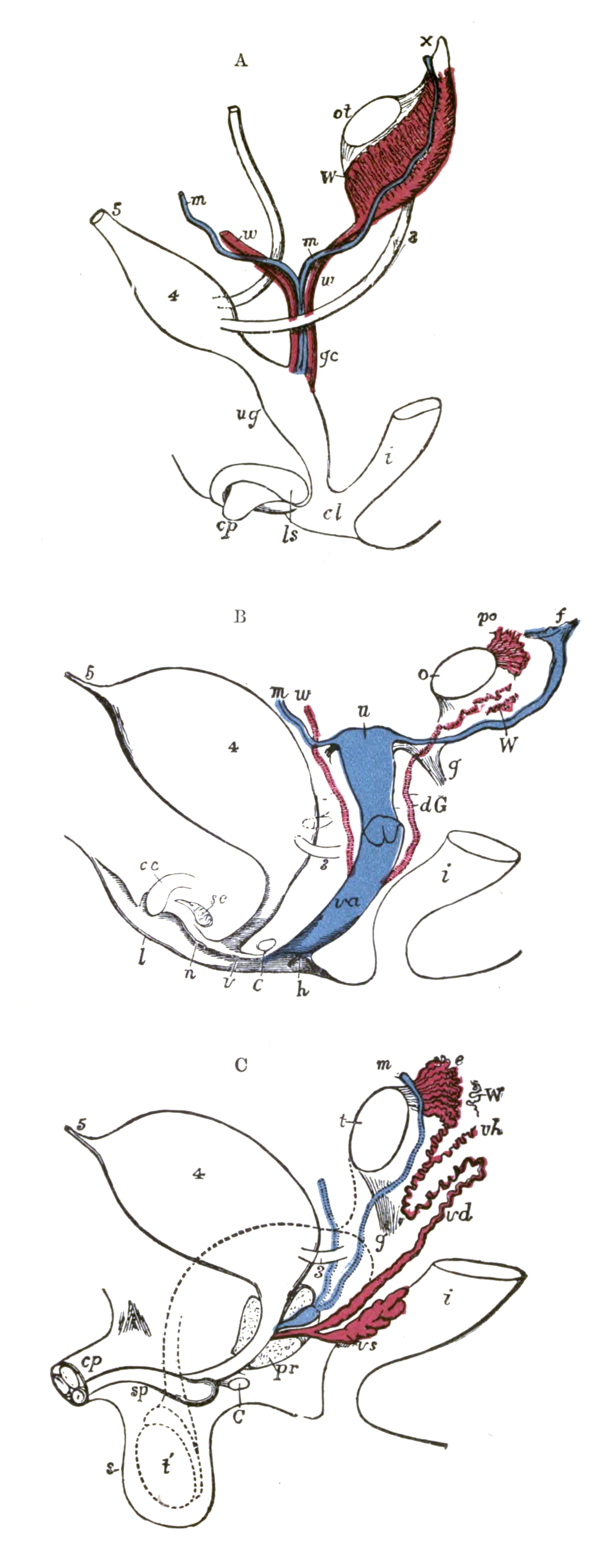
Wolffův kanál červeně - nahoře lidské embryo, kdy Wolffův kanál tvoří část vylučovací soustavy; uprostřed zakrnělý Wolffův vývoj u ženy a dole chámovod muže, který vzniká právě z Wolffova vývodu

Wolffův vývod či také Wolffův kanál (lat. ductus Wolffi) je párový trubicovitý orgán, který hraje významnou roli v embryonálním vývoji vylučovací a pohlavní soustavy obratlovců. Je pojmenován po C. F. Wolffovi, který v roce 1759 ve své dizertaci popsal ledviny typu mezonefros a přilehlé vývody.

## Evoluce

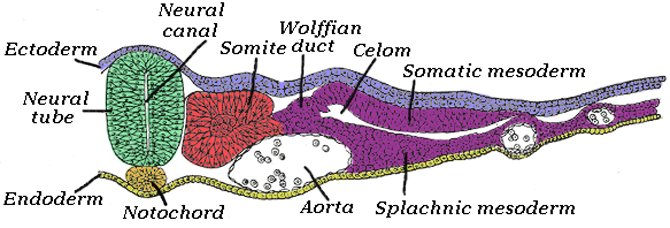
Příčný průřez embryem; místo, kde vzniká Wolffův kanál je popsáno

Dá se předpokládat, že původně byla vylučovací soustava tvořena sérií nefronů ústících na povrch těla, ale s rozvojem postranní svaloviny bylo tento způsob vylučování nutno změnit. Proto vznikl párový Wolffův kanál, do něhož ústily všechny tubuly nefronů a následně jím moč odtékala do kloaky (tento typ se označuje holonefros a mají ho některá vývojová stadia kruhoústých a červorů). U ostatních anamniotních obratlovců se Wollfův kanál zachovává, u dvojdyšných ryb a primitivních paprskoploutvých dokonce slouží pro odvod jak moči, tak i pohlavních buněk. U amniot (plazi, ptáci, savci) vzniká vychlípením z Wolffova vývodu nová trubice, močovod (ureter), která přebírá funkci Wollfova vývodu. Ani ten však např. u člověka nezaniká – u mužů se mění na chámovod, trubici, která spojuje nadvarle a močovou trubici, u žen zřejmě z Wolffova kanálku nezbude nic než Gartnerův váček.